# Washington County (Georgia)
Washington County is een county in de Amerikaanse staat Georgia.
De county heeft een landoppervlakte van 1.762 km² en telt 21.176 inwoners (volkstelling 2000). De hoofdplaats is Sandersville.